# Оулдс (Алберта)
Оулдс (енгл. Olds) је већа варошица у централном делу канадске провинције Алберта, у оквиру статистичке регије Централна Алберта и географске регије Едмонтон—Калгари коридор. Налази се 61 км јужно од града Ред Дира и на око 90 км северно од града Калгарија. Најближе варошице су Дидсбери на југу и Боуден на северу.
Кроз варош пролази линија ауто-пута 2А и железница која повезује Калгари са Едмонтоном.
Према резултатима пописа становништва из 2011. у варошици је живело 8.235 становника у 3.702 домаћинстава, што је за 13,5% више у односу на попис из 2006. када су регистрована 7.253 житеља.

## Становништво
| 2006. | 2011. |
| ----- | ----- |
| 7.248 | 8.235 |